# 1,2-nonanodiol
El 1,2-nonanodiol es un diol de fórmula molecular C9H20O2. Es isómero de posición del 1,9-nonanodiol pero, a diferencia de este, es un diol vecinal con dos grupos funcionales hidroxilo en las posiciones 1 y 2 de la cadena carbonada de nueve átomos. Es una molécula quiral dado que el átomo de carbono de la posición 2 es asimétrico. 

## Propiedades físicas y químicas
El 1,2-nonanodiol es un sólido blanco, ceroso e inodoro. Tiene su punto de fusión a 36 °C y su punto de ebullición a 269 °C (cifra aproximada); a una presión de solo 17 mmHg, hierve a 155 °C.
Posee una densidad inferior a la del agua, 0,929 g/cm³.
El valor estimado del logaritmo de su coeficiente de reparto, logP ≃ 1,85 - 2,3, implica que su solubilidad es considerablemente mayor en disolventes apolares que en agua.

## Síntesis y usos
El 1,2-nonanodiol se puede preparar por oxidación de 1-noneno en ácido fórmico con peróxido de hidrógeno; la reacción tiene lugar a 40 °C durante 15 horas aproximadamente.
Esta misma conversión se puede llevar a cabo empleando el sistema de catálisis [(C18H37)2N(CH3)2]3[PW4O16]/H2O2/ácido fórmico. Con este último método la catálisis es por transferencia de fase y se evita el uso de disolventes.
Otra forma de sintetizar este diol es tratando 2-hidroxinonanotioato de metilo —el cual se sintetiza a partir del nonanal— con hidruro de litio y aluminio (LiAlH4) en éter, durante 3 horas a reflujo.
Se ha propuesto el uso del 1,2-nonanodiol en composiciones estables que contienen 1,2-alcanodioles y que tienen aplicación como cosméticos, tintas para impresoras de inyección, materias primas para fibras y materiales de recubrimiento como pinturas.
De acuerdo con esto, puede estar presente en productos dérmicos externos que combaten el envejecimiento y previenen arrugas, manchas y piel flácida, manteniendo la función de barrera y la producción de ácido hialurónico de la piel; también en cremas para la protección solar. En estos casos su función es antiséptica y bactericida con el fin de preservar el producto. 
Asimismo, este diol puede emplearse en la preparación de ésteres que luego son utilizados en la fabricación de termoplásticos.